# Християна Гутева
Християна Красимирова Гутева е български футболен и международен съдия, рефер № 1 на България сред жените през 2018 година. Част от ранглистата на международни рефери на УЕФА.

## Биография
Родена е в семейството на Красимир Гутев и Тотка Иванова. Баща ѝ е преподавател в Техническия университет в Габрово, и е собственик на клуб по лека атлетика, където младата Гутева тренира. Завършва Априловска гимназия в родния си град, след което се премества в София, където започва да учи кинезитерапия в НСА.
Била е сред призьорите за Спортист № 1 на Габрово през 2008 година, заемайки трето място сред лекоатлетите.
През 2006 година започва да съдийства сред младежките и аматьорските футболни групи, ръководи срещи във В група на българското футболни първенство. Дебютира като рефер в Б професионална група с двубоя ОФК Поморие – ФК Локомотив (Горна Оряховица), на 29 май 2017 година.
На 3 декември 2017 година Гутева дебютира като допълнителен асистент съдия в Първа лига на българското футболно първенство, в двубоя ПФК Берое (Стара Загора) – ПФК Септември (София).
На 22 май 2024 година дебютира в Първа Лига  ФК Крумовград – ПФК Левски (София)  и става първата жена свирила мач от елита на българския футбол.